# نظام غذائي لين
النظام الغذائي الميكانيكي اللين أو النظام الغذائي الخفيف  هو نظام غذائي يتضمن فقط الأطعمة التي تكون ميسرة جسديًا، بهدف تقليل أو القضاء على الحاجة إلى مضغ الطعام. يُنصح به للأشخاص الذين يعانون من صعوبة في مضغ الطعام، بما في ذلك الأشخاص الذين يعانون من بعض أنواع عسر البلع (صعوبة في البلع)، وفقدان العديد من الأسنان أو جميعها، والجراحة التي تشمل الفك والفم والجهاز الهضمي، والألم من أقواس الأسنان التي تم تعديلها مؤخرًا.
النظام الغذائي الميكانيكي اللين يمكن أن يحتوي على العديد من الأطعمة أو معظمها إذا تم تحريكها، هرسها، فرمها لقطع صغيرة جداً، مع صلصة أو مرق، أو خففت في سائل.
في بعض الحالات، هناك قيود إضافية. على سبيل المثال، يُطلب من المرضى الذين يحتاجون إلى تجنب ارتداد الحمض، مثل أولئك الذين يتعافون من جراحة المريء  لتعذر الارتخاء المريئي، الابتعاد عن الأطعمة التي يمكن أن تؤدي إلى تفاقم الارتجاع، والتي تشمل الكاتشب وغيرها من منتجات الطماطم، والحمضيات، والشوكولاته، والنعناع، وأطعمة التوابل. الكحول والكافيين. ويمكن تقييد الأطعمة مثل الطماطم (البندورة) والعليق (التوت الشوكي) لأنها تحتوي على بذور صغيرة.

## البدائل
يشيع استخدام الحمية المغذية للأشخاص الذين يجدون صعوبة في البلع، ويوفر لهم قوام سلسًا ومتماسك.
معظم الأطعمة على هذا النظام الغذائي يمكن أن تكون مهروسة ومخففة مع السوائل ليتم دمجها في نظام غذائي كامل السوائل.

## الأمثلة

### حبوب الإفطار/ النشويات

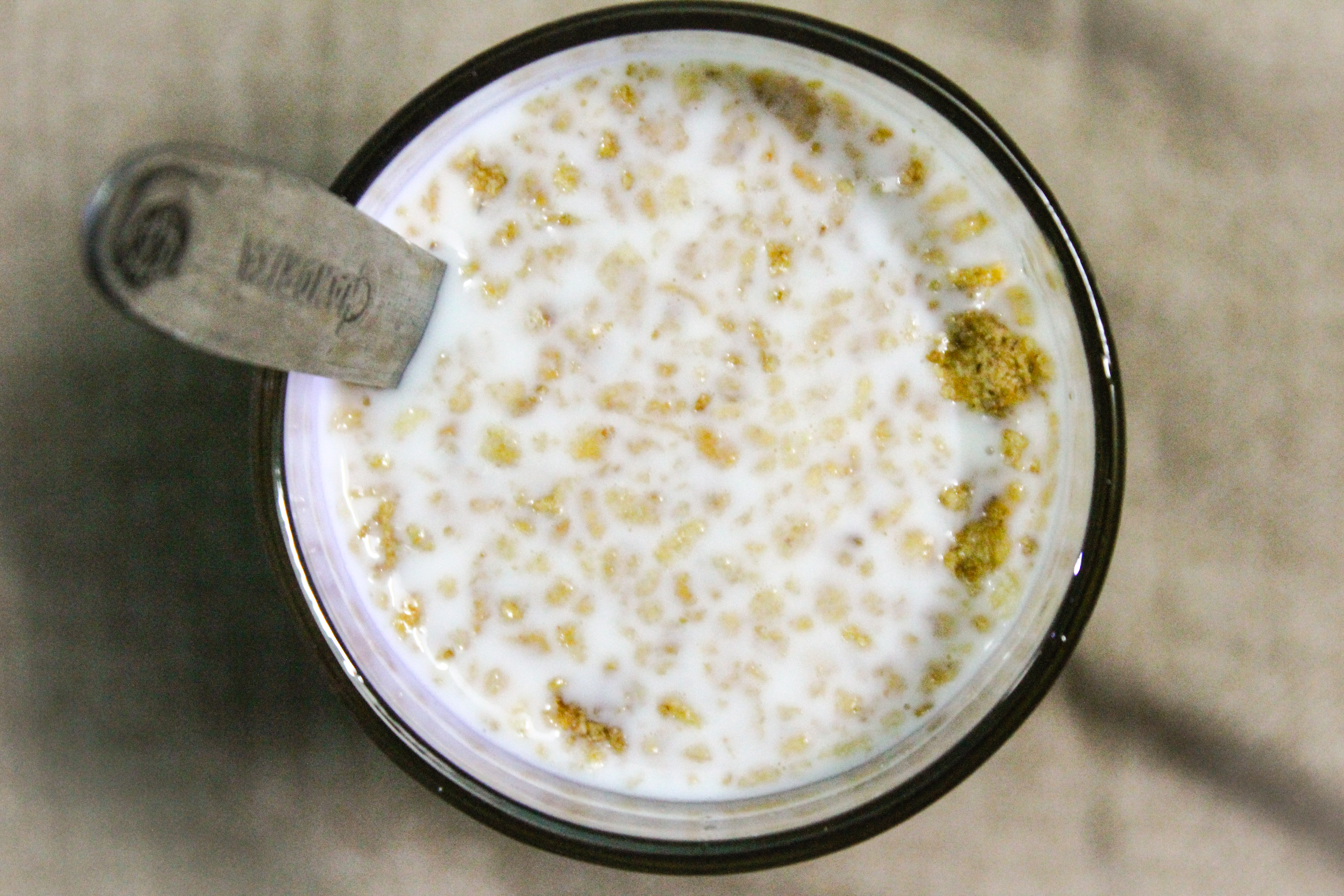
وجبة الإفطار من سوغي تتطلب القليل من المضغ أو بدون مضغ.

- (رقائق تشيريوز، رقائق الذرة أو الكورن فليكس، الذرة الملحية، الذرة المطبوخة، أرز كريسبيس)، مخففة بالحليب.
- حبات طازجة مطبوخة مثل الشوفان، العصيدة (حساء الشعير)، السميد، البرغل، كريمة الأرز، النشا
- ويتابيكس أو الكسكس
- لازانيا مع صلصة إضافية
- معكرونة وجبنة مطبوخة بشكل ناعم
- البطاطس المهروسة مع مرق اللحم
- البطاطا الحلوة المهروسة
- الموفينية، الفطائر، أو الوافل، مخففة مع شراب أو زبدة
- باستا مطبوخة ناعمة
- عصيدة من دقيق الذرة
- سلطة بطاطس مهروسة
- الكينوا
- الأرز المطبوخ مع الصلصة أو المرق
- عصيدة الأرز
- أو الكونجي
- الأرزية: أرز يطهى مع اللحم والجبن

### البروتين
- الفاصوليا المطبوخة
- التونة المعلبة أو الدجاج المعلب
- سلطة الدجاج أو سلطة التونة
- الفلفل الحار
- جبن قريش

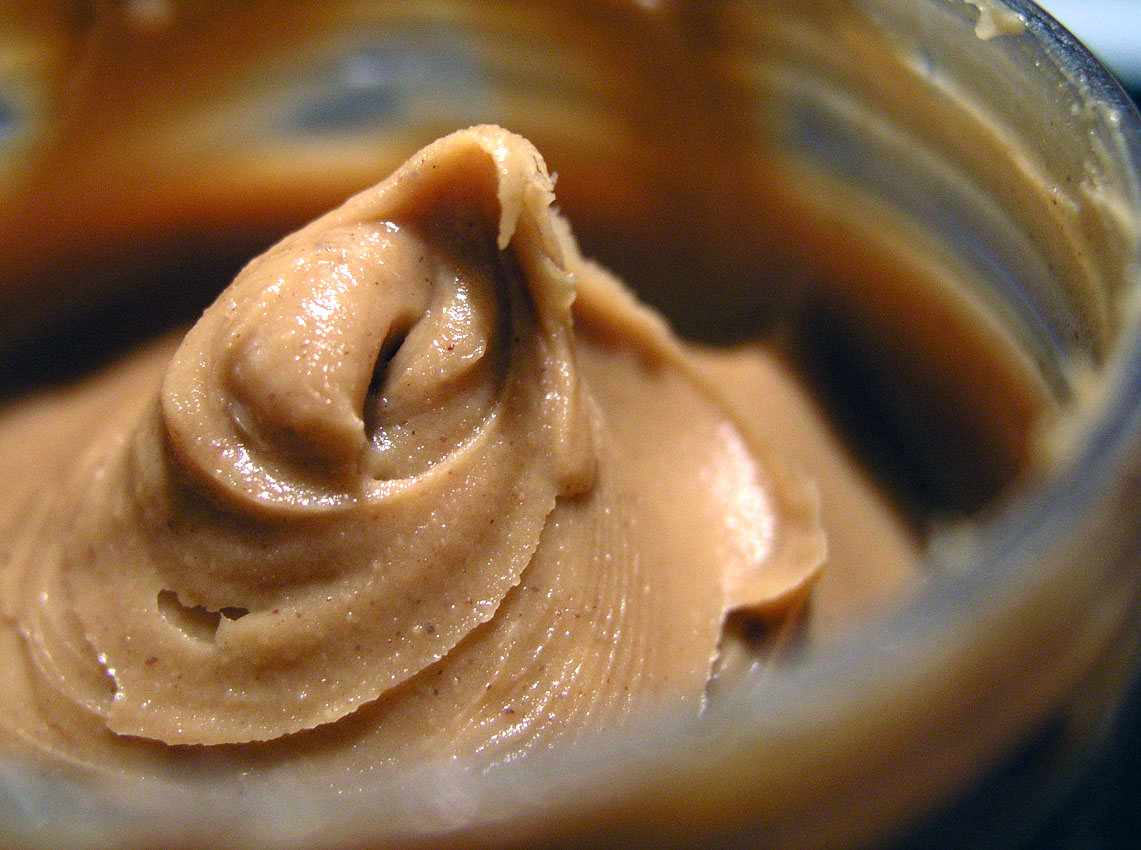
زبدة الفول السوداني وزبدة الجوز الأخرى توفر البروتين دون الحاجة إلى مضغه. قد تكون سميكة للغاية أو لزجة للأشخاص الذين يجدون صعوبة في البلع.

- البيض، البيض المخفوق، أو المطبوخ على البخار
- فطيرة انتشيلادا
- السمك المطبوخ اللين
- اللحم المطبوخ في الحساء أو اليخنة أو الكاري
- فطيرة اللحم، كرات اللحم، فطيرة الراعي، وبعض الأطباق الأخرى الناعمة مع اللحم المفروم
- زبدة اللوز أو زبدة الكاجو
- الفاصوليا المقلية مع الجبن الذائب، الكريمة الحامضة، سلطة السالسا
- الجواكمولي.
- سلوبي جو
- التوفو
- الزبادي
- ريكوتا

### الحلويات

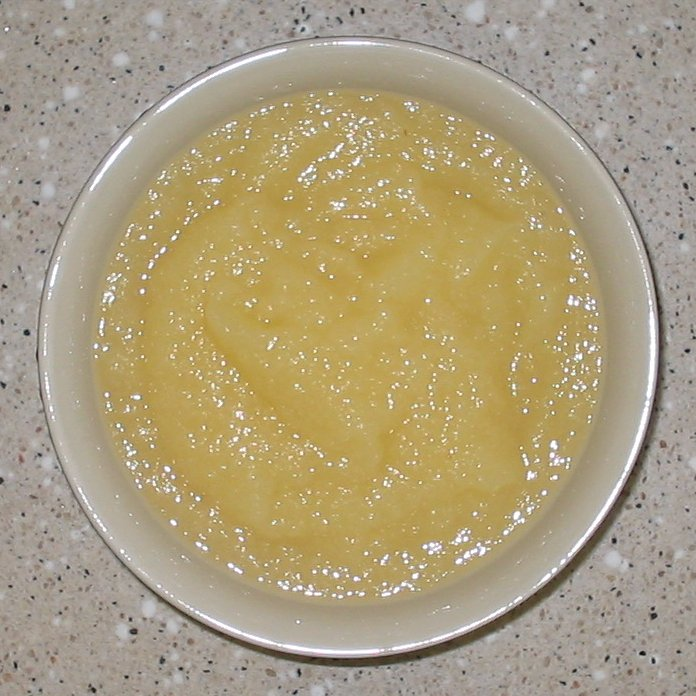
لا يتطلب عصير التفاح والفاكهة والخضار الأخرى المطحونة أي مضغ.

- الكيك المخفف بالحليب أو الآيس كريم
- فطيرة الجبن
- فطيرة الكريمة
- كستر
- عصائر الفاكهة مع الحليب، الزبادي، حليب الصويا، الثلج المجروش.
- الحلويات الجيلاتينية مثل الجيلو.
- ميلك شيك (مخفوق الحليب)، المخفوقات الصحية.
- الموس
- حلوى البودينغ
- فطيرة اليقطين وبعض الفطائر الأخرى اللينة
- الحلويات المجمدة اللينة مثل الزبادي المجمد
- بوظة، المثلجات الإيطالية، المصاصة المثلّجة، والمشروبات الغازية.
- القشدة المخفوقة أو الكريمة المخفوقة.

## الروابط الخارجية
- NIDCD information on dysphagia
- Soft Diets for Gastroenterological Medicine